# Tabanus flavitriangularis
Tabanus flavitriangularis är en tvåvingeart som beskrevs av Schuurmans Stekhoven 1926. Tabanus flavitriangularis ingår i släktet Tabanus och familjen bromsar. Inga underarter finns listade i Catalogue of Life.